# Thomas Theodor Heine

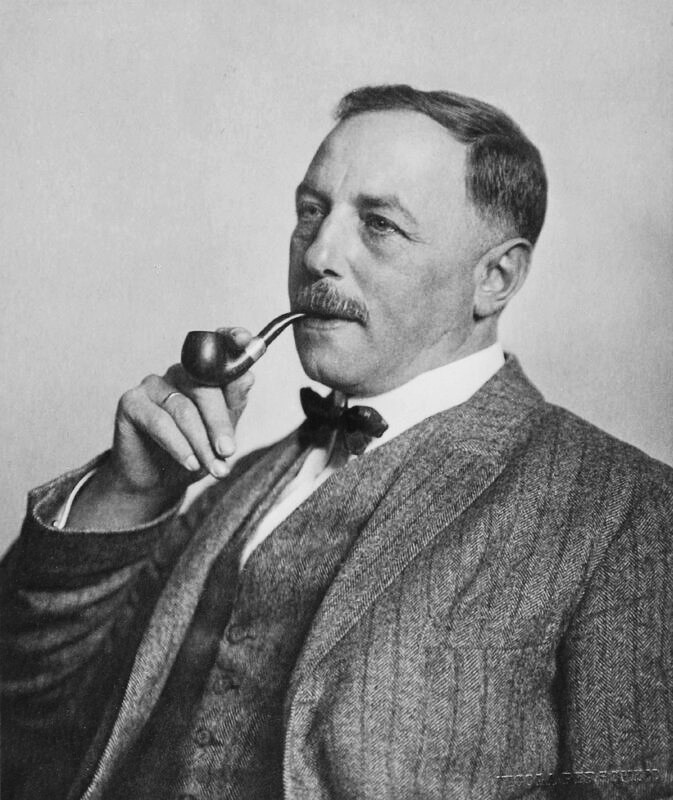
Thomas Theodor Heine 1915 auf einer Fotografie von Nicola Perscheid.

Thomas Theodor Heine (auch Th. Th. Heine), bürgerlich David Theodor Heine (* 28. Februar 1867 in Leipzig; † 26. Januar 1948 in Stockholm), war ein deutsch-schwedischer Maler, Zeichner, Gebrauchsgraphiker und Schriftsteller.

## Leben
David Theodor Heine stammte aus einer großbürgerlichen jüdischen Familie. Er war der zweite Sohn des Gummiwarenfabrikanten Isaak Heine und dessen Frau Esther (geborene Hesse).
Er lernte an der Thomasschule zu Leipzig. Nachdem er im März 1884 anonym einige Karikaturen in den Leipziger Pikanten Blättern (Herausgeber: Leopold von Sacher-Masoch) veröffentlicht hatte und sein Name ruchbar geworden war, wurde er kurz vor dem Abitur der Schule verwiesen. Daraufhin nahm er seine künstlerische Ausbildung an der Kunstakademie Düsseldorf von 1885 bis 1886 bei Hugo Crola und nach Pausieren 1887 bei Peter Janssen dem Älteren auf, wechselte allerdings nach Differenzen mit Mitschülern in der Studentenverbindung der Akademie Tartarus bald nach München, wo er sich als Landschaftsmaler und schließlich ab 1892 als Zeichner und Karikaturist für die Fliegenden Blätter verdingte.

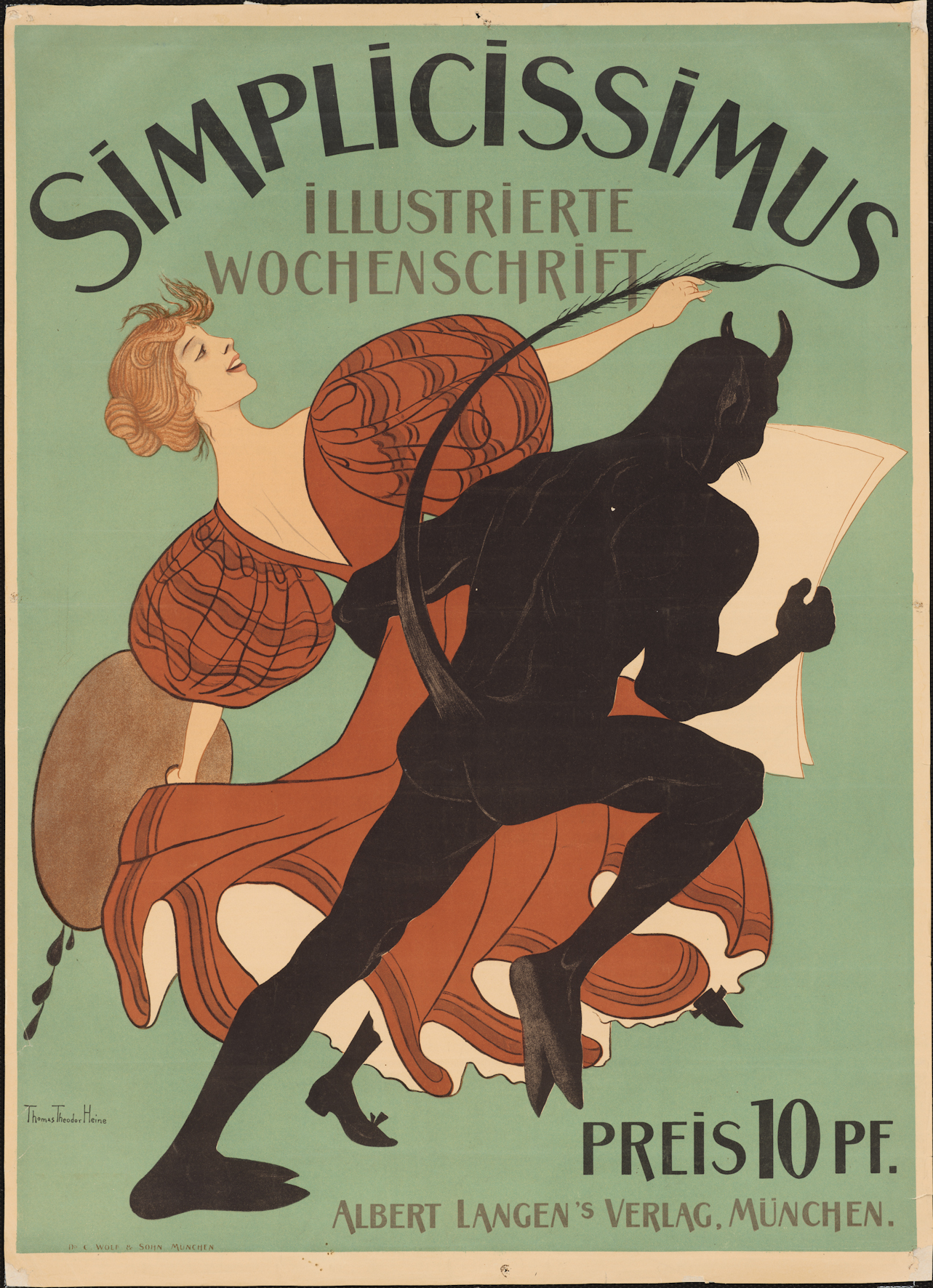
Plakat für Simplicissimus (1896)

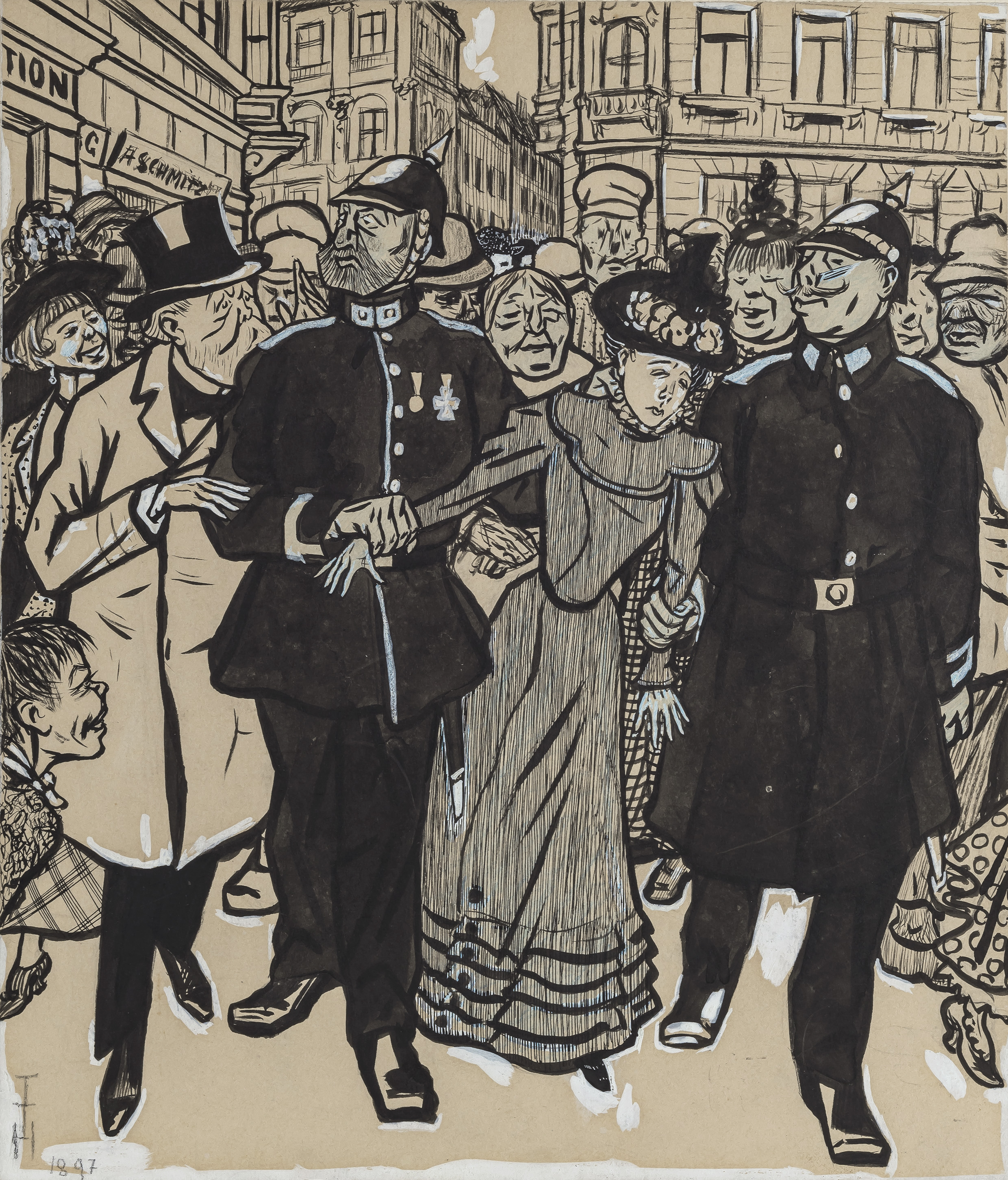
Aus Köln. „Aber Schutzmann! Ich versichere Sie, das ist eine Dame aus der besten Gesellschaft!“ – „Das sind gerade die Schlimmsten.“ (1897)

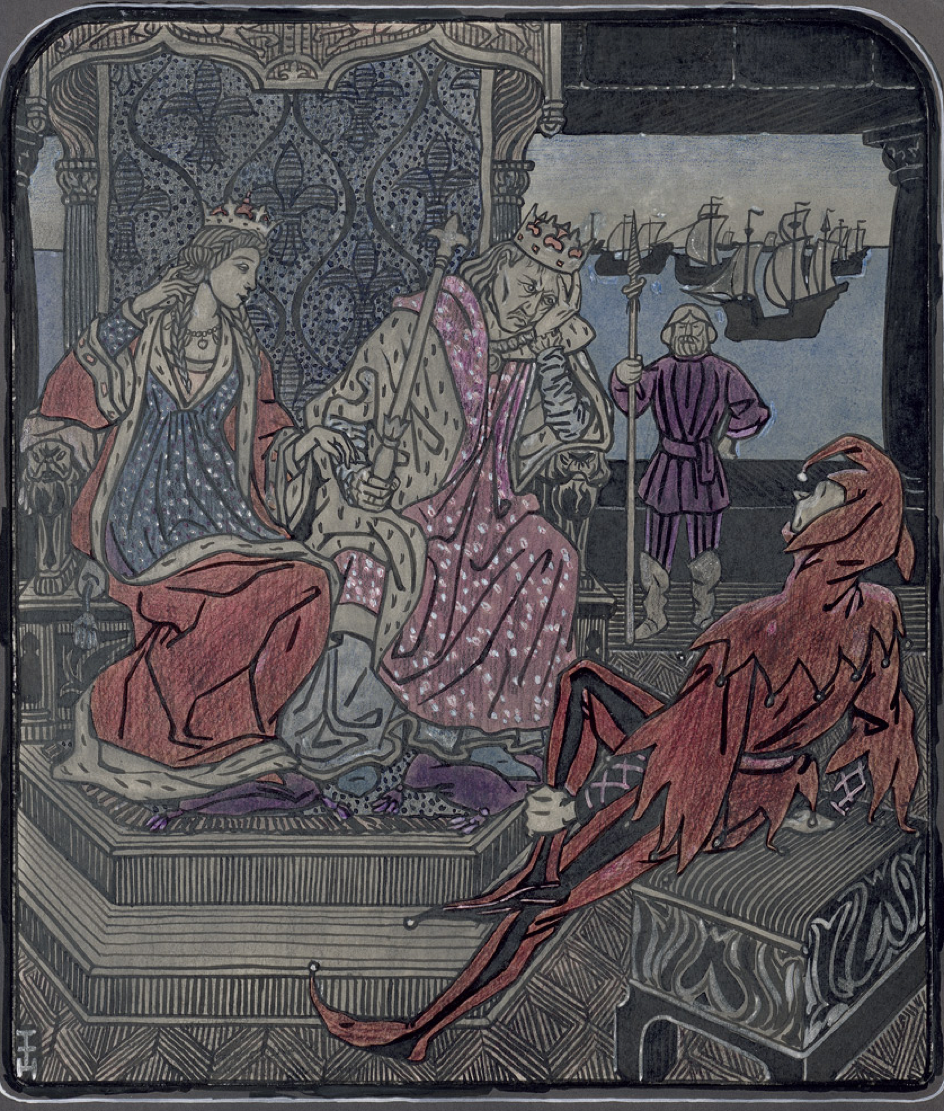
Wahn oder Wirklichkeit. Der König (grübelnd): „Mich wandelt ein Zweifel an. Bin ich wirklich der König oder bin ich blos von Größenwahn befallen?“ – Der Narr: „Vielleicht beides, Sire.“ (1897)

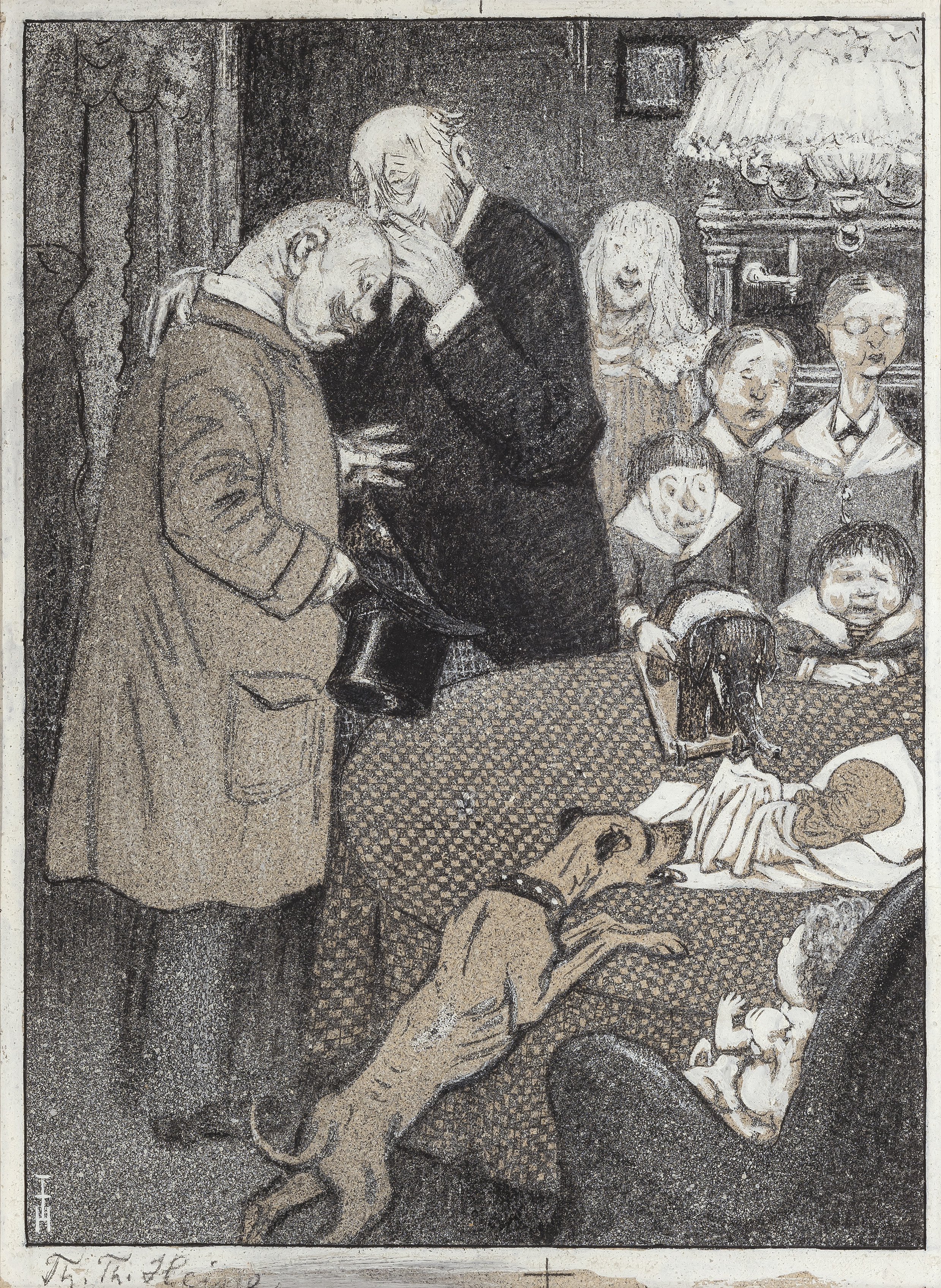
Letztes Mittel. „Aber, lieber Freund, ist der Storch schon wieder bei Euch gewesen?“ – „Ach, weißt du, das ist ja das einzige Mittel, um meine Frau wenigstens zeitweise vom Klavier fernzuhalten.“, um 1902

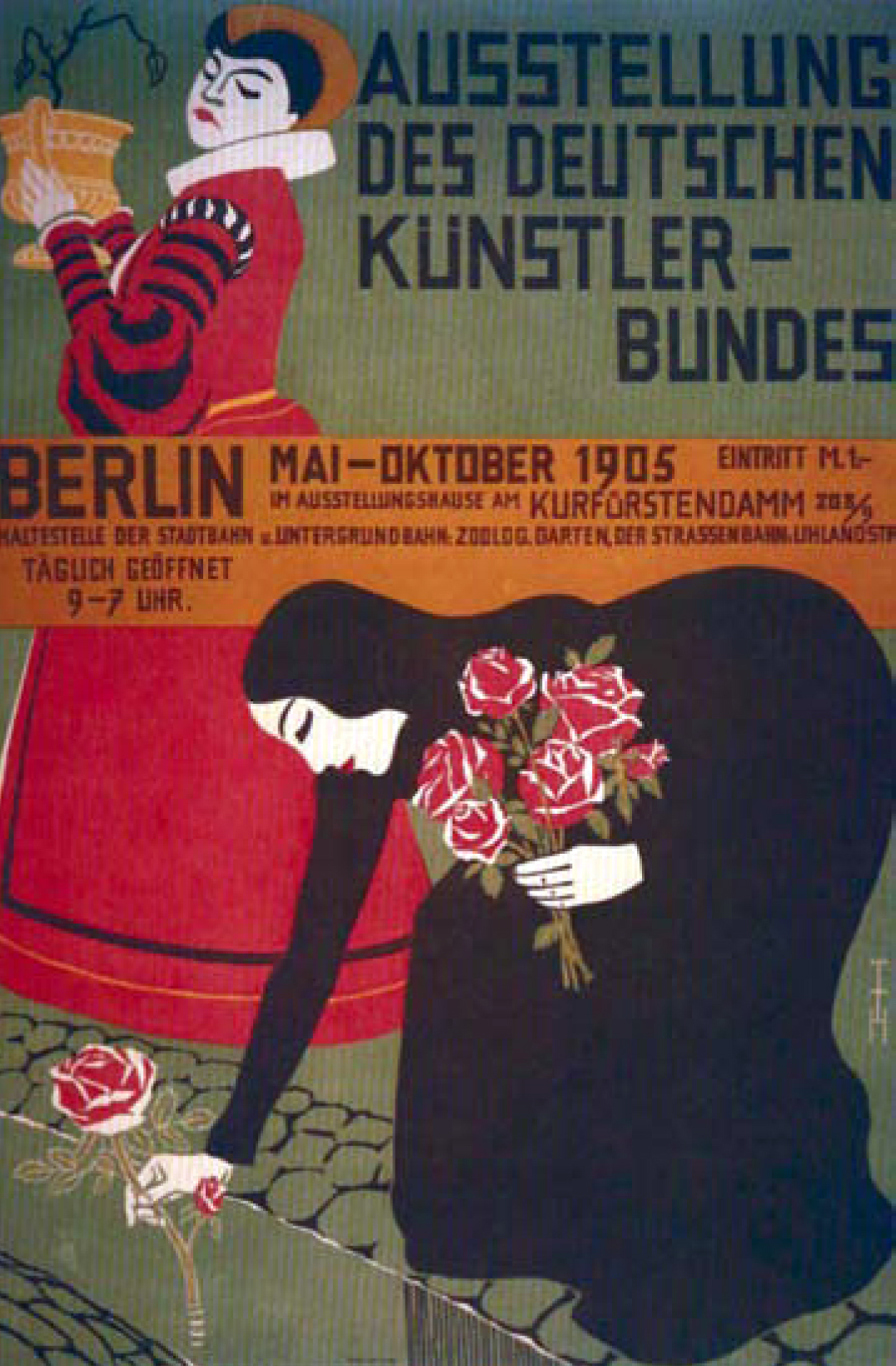
Plakat zur Ausstellung des Deutschen Künstlerbundes, Berlin 1905

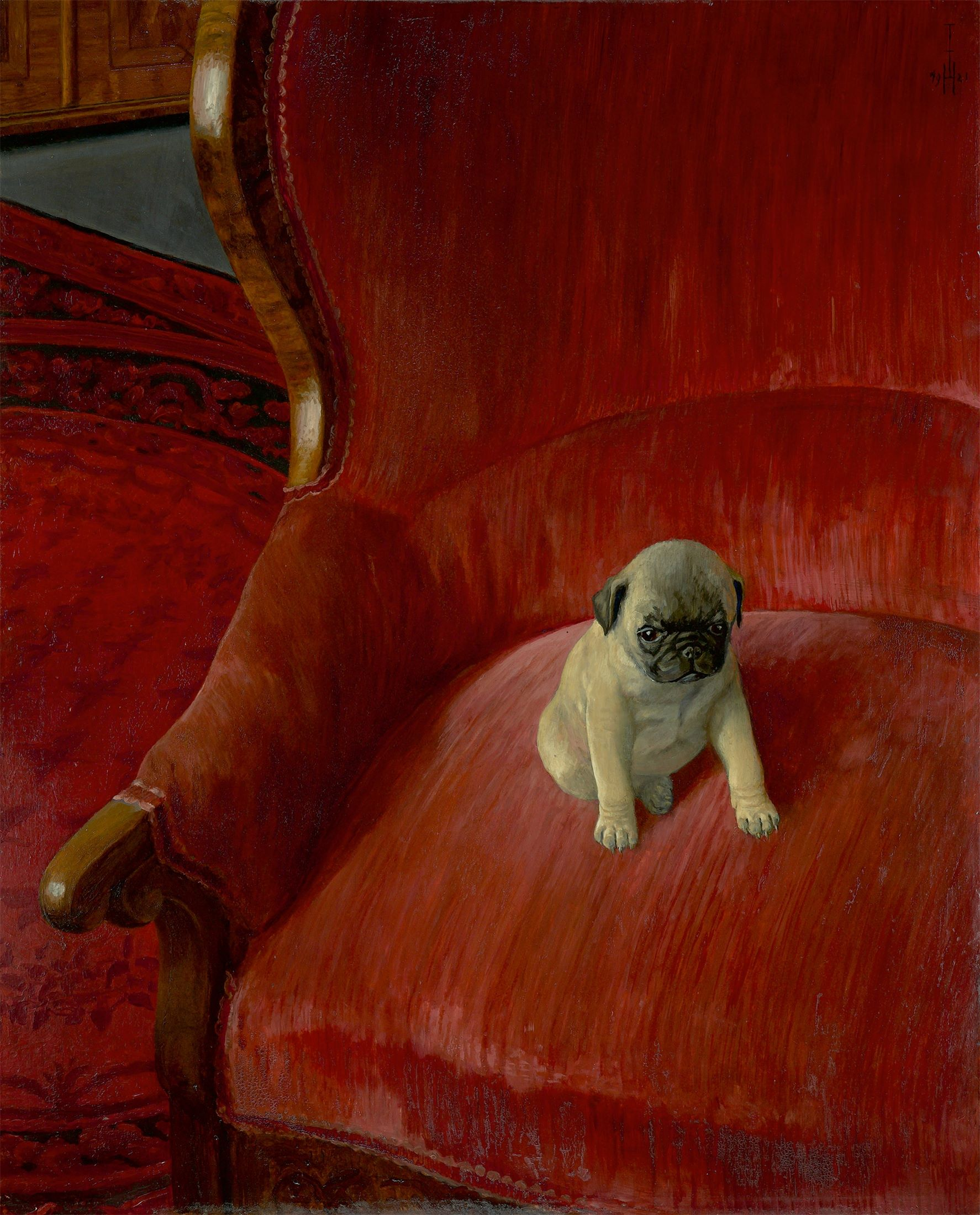
Siegfried (1921)

1895 lernte Thomas Theodor Heine den Verleger Albert Langen kennen, der ihn im Jahr darauf an der Konzeption einer neuen politisch-satirischen Wochenzeitung beteiligte: des Simplicissimus, der sich rasch wachsender Beliebtheit erfreute und den Heine mit seinem markanten Zeichenstil bis 1933 prägte. Aus seiner Feder stammt auch das Logo der Zeitschrift, die rote Bulldogge.
Neben dem Simplicissimus arbeitete Heine weiterhin für die Fliegenden Blätter. Als Gebrauchsgrafiker schuf er einige Plakate und Annoncen, beispielsweise für die Sektkellereien Henkell (Wiesbaden), Schloss Wachenheim (Frankfurt am Main) oder für das Kunsthaus Brakl München. 1898 wurde Heine wegen Majestätsbeleidigung zu sechs Monaten Gefängnis verurteilt, anschließend aber zu Festungshaft auf der Festung Königstein im Königreich Sachsen begnadigt, die er zusammen mit Frank Wedekind verbüßte.
Seit 1917 lebte Heine mit Frau und Tochter überwiegend in einem bis dahin für die Sommerfrische genutzten Haus in Dießen am Ammersee. Später errichtete er hier auch ein eigenes Ateliergebäude.
1933 wurde Heine, der schon früh bissige Artikel und Karikaturen gegen das NS-Regime verfasst hatte, von den Nazis verfolgt. So zwang ihn Anfang April 1933 der bayerische Innenminister und Gauleiter Wagner mit der Drohung, ihn in ein Konzentrationslager einweisen zu lassen, den Sitz in der Redaktion des Simplicissimus und seine Anteile an der Zeitung aufzugeben. Trotzdem sollte er kurze Zeit danach verhaftet werden. Heine konnte jedoch zuerst von München nach Berlin fliehen, wo ihn die Familie Hans Purrmann in ihrer Wohnung versteckte. Mathilde Vollmoeller-Purrmann organisierte für Heine den Reisepass eines verstorbenen Verwandten, den Hans Purrmann dann so präparierte, dass Heine damit als schon 66-jähriger außer Landes nach Prag fliehen konnte. Kurz nach seiner Flucht versuchte die örtliche NSDAP-Führung das Haus Heines zu enteignen. 1938 musste dann Heines Frau das Anwesen auf dem Gelände des heutigen Augustinum-Wohnstifts unter Wert an die Gemeinde verkaufen.
Heine war im Exil mittellos und konnte sich nur durch gelegentliche Aufträge über Wasser halten. 1936 ließ er sich in Brünn nieder, wo ihm Freunde eine kostenlose Wohnung angeboten hatten. Trotz seiner prekären Lebenssituation setzte er auch im Exil seine politisch ausgerichtete Arbeit fort. Gegenstand seiner Karikaturen war die nationalsozialistische Gewaltherrschaft in Deutschland. So schuf er für die deutschsprachige, in Prag verlegte Tageszeitung Prager Tagblatt die ebenso ironische wie bitterböse Karikatur „Wir können nicht mehr mit Papa verkehren, er malt entartet“. Mit der am 10. Oktober 1937 veröffentlichten, für die deutsche Exilkunst sehr bedeutenden Darstellung reagierte Heine mit den Waffen der Karikatur auf die kurz zuvor in München eröffnete Schmähausstellung Entartete Kunst. Nach der Besetzung des Sudetenlandes 1938 gelang es Heine mit Hilfe von Ragnvald Blix, eine Aufenthaltsgenehmigung für Norwegen zu erlangen, wo er unter anderem als Zeichner für das Osloer Dagbladet arbeiten konnte.
Anfang 1939 lernte Heine Max Tau kennen, den ehemaligen literarischen Leiter und Lektor des Bruno-Cassirer-Verlags, der aufgrund seiner jüdischen Herkunft ebenfalls aus Deutschland geflohen und kurz nach ihm in Oslo eingetroffen war. Die beiden trafen sich fortan regelmäßig. Nach der Okkupation Norwegens im April 1940 wurde Heine kurzzeitig arrestiert und unter der Auflage freigelassen, nichts mehr zu veröffentlichen. Tau regte Heine dazu an, an einem autobiografisch motivierten satirischen Roman zu arbeiten. Im Jahr 1942 kam Heine seiner erneut drohenden Verhaftung durch die Flucht nach Schweden zuvor. Dort konnte er die Arbeit an dem Roman fortsetzen. Er erschien 1944 zunächst in schwedischer Übersetzung und wurde Anfang 1945 auf Deutsch unter dem Titel Ich warte auf Wunder als eines der ersten Bücher in Taus Neuer Verlag veröffentlicht. Eine dänische und eine englische Ausgabe folgten 1946 bzw. 1947, die deutsche Erstausgabe erst 1962.
Zu seinem 80. Geburtstag wurde Heine, dem inzwischen die schwedische Staatsbürgerschaft verliehen worden war, mit einer großen Retrospektive im dortigen Nationalmuseum geehrt. Erst im Herbst 2000 fand die erste große Ausstellung seines künstlerischen Werkes in Deutschland statt: in der Städtischen Galerie im Lenbachhaus München.
Thomas Theodor Heine war Vorstandsmitglied im Deutschen Künstlerbund. Von ihm stammte das Plakat der Zweiten Jahresausstellung des DKB, 1905 in Berlin.

## Weitere Werke
- Literatur von und über Thomas Theodor Heine im Katalog der Deutschen Nationalbibliothek
- Die Märchen. Querido Verlag N.V. Amsterdam, 1935 (1978 fotomechanischer Nachdruck durch Aufbau-Verlag Berlin und Weimar; Neuauflage unter dem Titel Seltsames geschieht, Braunschweig: Klemm, 1946).
- Die Wahrheit ist oft unwahrscheinlich. Thomas Theodor Heines Briefe an Franz Schoenberner aus dem Exil. Hrsg. von Thomas Raff. Göttingen: Wallstein, 2004. ISBN 3-89244-465-X.